# Подгора (община Добреполе)
Вижте пояснителната страница за други значения на Подгора.
Подгора (на словенски: Podgora) е село в Словения, регион Средна Словения, община Добреполе. Според Националната статистическа служба на Република Словения през 2015 г. селото има 121 жители.